# Burning Bridges (álbum de Bon Jovi)
Burning Bridges é o décimo terceiro álbum da banda de rock estadunidense Bon Jovi. Foi lançado mundialmente em 21 de agosto de 2015 pela Mercury Records e produzido por John Shanks, e é o primeiro álbum sem o guitarrista Richie Sambora, que deixou a banda em 2013 (mas é apontado como co-autor do single "Saturday Night Gave Me Sunday Morning"). Burning Bridges é o último álbum da banda com a Mercury, finalizando os 32 anos de história entre eles. Segundo o vocalista e violonista Jon Bon Jovi, o álbum serve como uma "gravação de fã" para se unir à turnê acompanhante: "São faixas que não foram finalizadas, que foram finalizadas, algumas novas como a que a gente lançou como single "We Don't Run".

## Antecedentes
Burning Bridges foi concebido para finalizar os compromissos da banda com a Mercury Records, pois ambas as partes não conseguiam concordar em certos termos do contrato de gravação da banda. "eu fiquei nessa gravadora minha vida inteira - 32 anos. Sou o artistas com o maior tempo de casa na Mercury [...]. Mas meu acordo estava finalizado, e é isso". A faixa título do álbum expressa a insatisfação da banda com a gravadora. Segundo Jon, "Essa bate na cabeça e te diz o que aconteceu. Escute as letras porque elas explicam exatamente o que aconteceu. E é isso." Sobre a separação, um representante da Mercury Records afirmou que "Jon é um ícone do rock 'n' roll, e nós estamos muito orgulhosos de sua colaboração de 30 anos com a Mercury, que nos trouxe um extraordinário sucesso comercial e criativo. Nós desejamos apenas o melhor a Jon."

## Singles
O álbum tem dois singles principais, "We Don't Run" e "Saturday Night Gave Me Sunday Morning," ambos lançados em 31 de julho de 2015.
"Saturday Night Gave Me Sunday Morning" estreou na rádio australiana Ö3 Hitradio em 17 de julho de 2015. Originalmente escrita para o álbum The Circle, foi finalizada para este lançamento.
"We Don't Run" estreou na rádio brasileira 89 FM A Rádio Rock em 20 de julho de 2015. É uma faixa guiada por bateria e baixo com "produção encorpada e um solo de guitarra shred". Foi escrita exclusivamente para o Burning Bridges.
Embora não tenham sido lançadas como singles, as canções "Blind Love" e "A Teardrop to the Sea" foram lançadas digitalmente em 7 de agosto de 2015, sucedidas por "I'm Your Man"  em 13 de agosto de 2015.

## Faixas
| N.º            | Título                                                                                | Compositor(es)                    | Duração |  |
| 1.             | "A Teardrop to the Sea" (Uma Lágrima para o Mar)                                      | Jon Bon Jovi, Billy Falcon        | 5:07    |  |
| 2.             | "We Don't Run" (Nós Não Corremos)                                                     | Bon Jovi, John Shanks             | 3:17    |  |
| 3.             | "Saturday Night Gave Me Sunday Morning" (A Noite de Sábado me Deu a Manhã de Domingo) | Bon Jovi, Shanks, Richie Sambora  | 3:23    |  |
| 4.             | "We All Fall Down" (Nós Todos Caímos)                                                 | Bon Jovi, Shanks                  | 4:05    |  |
| 5.             | "Blind Love" (Amor Cego)                                                              | Bon Jovi                          | 4:48    |  |
| 6.             | "Who Would You Die For" (Por Quem Você Morreria)                                      | Bon Jovi, Falcon                  | 3:54    |  |
| 7.             | "Fingerprints" (Impressões Digitais)                                                  | Bon Jovi, Falcon                  | 5:58    |  |
| 8.             | "Life Is Beautiful" (A Vida é Bela)                                                   | Bon Jovi, Falcon, Chris DeStefano | 3:22    |  |
| 9.             | "I'm Your Man" (Sou o Seu Cara)                                                       | Bon Jovi, Shanks                  | 3:44    |  |
| 10.            | "Burning Bridges" (Pontes em Chamas)                                                  | Bon Jovi                          | 2:44    |  |
| Duração total: | Duração total:                                                                        | Duração total:                    | 40:22   |  |

| N.º | Título                                         | Compositor(es)   | Duração |  |
| 11. | "Take Back the Night" (Pegue a Noite de Volta) | Bon Jovi, Shanks | 3:42    |  |

## Créditos
Adaptado do encarte do álbum, disponível no site oficial da banda.
- Jon Bon Jovi – vocais, guitarra, vocais de apoio
- John Shanks – guitarra, vocais de apoio
- Hugh McDonald – baixo, vocais de apoio
- Tico Torres – bateria, percussão, vocais de apoio
- David Bryan – teclados, vocais de apoio
- Lorenza Ponce — arranjo de cordas e viola/violino/violoncelo (faixa 5)
- Mike Rew - vocais de apoio (faixa 10)

### Produção
- Produzido por John Shanks e Jon Bon Jovi
- Mixado e gravado por Paul LaFalfa
- Masterizado por Phil Nicolo
- Assistente de masterização: Dan Tatarowicz
- Gravado no Avatar Studios e Henson Studios

## Paradas
| Parada (2015)                         | Melhor posição |
| ------------------------------------- | -------------- |
| Austrália (ARIA)                      | 3              |
| Áustria (Ö3 Austria Top 40)           | 1              |
| Bélgica (Ultratop Flandres)           | 11             |
| Bélgica (Ultratop Valônia)            | 17             |
| Canadá (Billboard)                    | 4              |
| Países Baixos (Dutch Charts)          | 2              |
| Finlândia (Suomen virallinen lista)   | 9              |
| França (SNEP)                         | 73             |
| Alemanha (Offizielle Deutsche Charts) | 1              |
| Irlanda (IRMA)                        | 13             |
| Itália (FIMI)                         | 3              |
| Nova Zelândia (RMNZ)                  | 19             |
| Portugal (AFP)                        | 6              |
| Suécia (Sverigetopplistan)            | 25             |
| Suíça (Schweizer Hitparade)           | 2              |
| Reino Unido (Official Albums Chart)   | 3              |
| Estados Unidos (Billboard 200)        | 13             |
| Estados Unidos (Top Rock Albums)      | 3              |

## Histórico de lançamento
| Região       | Data                 | Formato             | Gravadora                           | Ref.                 |
| ------------ | -------------------- | ------------------- | ----------------------------------- | -------------------- |
| Mundialmente | 21 de agosto de 2015 | CD download digital | Mercury Island Virgin EMI Universal | [ 30 ] [ 31 ] [ 32 ] |